# Lily Broberg
Lily Broberg (19 de septiembre de 1923 – 30 de julio de 1989) fue una actriz y cantante de nacionalidad danesa, quizás más conocida por su papel en la serie de televisión Matador.

## Biografía
Su verdadero nombre era Lissi Broberg Olesen, y nació en Skørring Sogn, Dinamarca. Lily Broberg actuó por vez primera sobre el escenario a los 10 años de edad con La viuda alegre, y continuó como bailarina en teatros de Aarhus como el Vennelyst Teatret y el Kasino-Teatret. Dejó la escuela a los 14 años de edad para seguir la carrera teatral, actuando en diferentes revistas y obteniendo en 1941, a los 18 años de edad, su primer papel importante en Mig og min pige.
En 1946 fue admitida en la escuela del Teatro Real de Copenhague, donde aprendió de uno de los grandes actores de la época, Holger Gabrielsen. Finalizada su formación, interpretó con éxito el papel de Pernille en la pieza de Ludvig Holberg Det lykkelige skibbrud. Entre sus papeles figuran el de Malle en la obra de Jens Christian Hostrup Genboerne, el titular en Millionøsen (de George Bernard Shaw) y Josepha en Sommer i Tyrol. Muchas de sus actuaciones en las décadas de 1950 y 1960 tuvieron lugar en musicales, comedias, operetas y revistas, aunque en los años 1960 actuó con mayor regularidad en papeles serios, como en las piezas Frk. Reardon drikker lidt y Kolde fødder, de Benny Andersen.
En el género de la revista actuó para Helsingør Revyen, para ABC-revyen (cantando en 1961 "Der' hul midt i spanden" con Dirch Passer) y para Cirkusrevyen, donde cantó en 1976 el tema de Preben Kaas "Noget farligt indeni".
Lily Broberg presentó el 19 de septiembre de 1948 la primera transmisión televisiva de Dinamarca desde los Jardines Tivoli de Copenhague. Entre otros temas cantó "Troldtøj". Además, en 1951 fue la primera locutora televisiva de DR. Con el tiempo, Broberg participó en un gran número de programas televisivos, tanto de entretenimiento como de teatro televisado, siendo sobre todo recordado su papel de Kathrine en la popular serie Matador
Desde muy temprana edad Broberg empezó a trabajar en el cine, participando en más de 60 películas desde su debut con Lev livet let en 1944 hasta Sidste akt en 1987. En sus inicios hacía papeles ligeros, pero con Diskret ophold en 1946 tuvo un papel más serio, el de una trabajadora doméstica que quedaba embarazada. 
Además de su actividad como actriz, a lo largo de su carrera también grabó varios discos.
En 1943 se casó con Børge Børgesen, del que se divorció posteriormente. En los años 1950 vivió durante un tiempo con el actor y director Bent Christensen, y después con el músico Ole Molin. Tuvo dos hijos, Lise-Lotte (nacida en 1945) y Kim (1957).
Además de su carrera artística, Lily Broberg tuvo un gran interés en el punto, y en la década de 1960 tuvo un negocio textil en Vesterbro, Copenhague.
Hacia el final de su carrera evitó cada vez más los escenarios, y los grandes esfuerzos laborales llevados a cabo durante su vida acabaron minando su salud. Falleció el 29 de julio de 1989 en Frederiksberg, Dinamarca, y fue enterrada en el Cementerio Frederiksberg ældre kirkegård.

## Filmografía (selección)
- 1944 : Lev livet let
- 1945 : Bedstemor går amok
- 1945 : En ny dag gryer
- 1945 : Panik i familien
- 1946 : Diskret ophold
- 1946 : Op med lille Martha
- 1946 : Hans store aften
- 1948 : Hr. Petit
- 1949 : Det gælder os alle
- 1949 : Kampen mod uretten
- 1949 : Palle alene i Verden
- 1950 : De røde heste
- 1950 : Op og ned langs kysten
- 1950 : I gabestokken
- 1951 : Bag de røde porte
- 1951 : Fireogtyve timer
- 1951 : Mød mig på Cassiopeia
- 1951 : Frihed forpligter
- 1952 : Husmandstøsen
- 1952 : Rekrut 67 Petersen
- 1953 : Min søn Peter
- 1954 : Himlen er blå
- 1954 : Karen, Maren og Mette
- 1956 : Kispus
- 1956 : Færgekroen
- 1957 : Lån mig din kone
- 1957 : Der var engang en gade
- 1957 : Tag til marked i Fjordby
- 1958 : Pigen og vandpytten
- 1958 : Seksdagesløbet
- 1959 : Pigen i søgelyset
- 1960 : Kvindelist og kærlighed
- 1961 : Komtessen
- 1961 : Løgn og løvebrøl
- 1961 : Harry og kammertjeneren
- 1962 : Den kære familie
- 1962 : Det stod i avisen
- 1962 : Sømænd og svigermødre
- 1962 : Det tossede paradis
- 1963 : Frøken April
- 1963 : Bussen
- 1965 : Hold da helt ferie
- 1965 : Sytten
- 1966 : Dyden går amok
- 1966 : Flagermusen
- 1966 : Soyas tagsten
- 1967 : Cirkusrevyen
- 1967 : Mig og min lillebror
- 1968 : Stormvarsel
- 1969 : Helle for Lykke
- 1969 : Damernes ven
- 1969 : De fem og spionerne
- 1970 : De fem i fedtefadet
- 1971 : Hosekræmmeren
- 1971 : Med kærlig hilsen
- 1972 : Nu går den på Dagmar
- 1973 : Fætrene på Torndal
- 1974 : Pigen og drømmeslottet
- 1975 : Familien Gyldenkål
- 1975 : Sønnen fra Vingården
- 1976 : Affæren i Mølleby
- 1977 : Pas på ryggen, professor
- 1977 : Alt på et bræt
- 1980 : Danmark er lukket
- 1982 : Det parallelle lig
- 1987 : Sidste akt

## Premios
- 1980 : Dama de la Orden de Dannebrog
- 1984 : Tagea Brandts Rejselegat[9]
- 1987 : Henkelprisen[10]